# Герб Золотого Колодязя
Герб Золото́го Коло́дязя — символ села Золотий Колодязь Шахівської сільської громади Покровського району Донецької області. 
"Щит понижено перетятий лазуровим і золотим. У другій частині лазурова річка. Поверх усього лазуровий колодязь, облямований сріблом, мурований чорним і обтяжений срібною восьмипроменевою зіркою, обтяженою червоним колом, із золотими зрубом і дахом, з підвішеним на чорному ланцюгу золотим відром."